# Зијемље (Источни Мостар)
Зијемље је насељено мјесто у Републици Српској. Сједиште је општине Источни Мостар, БиХ. Према прелиминарним подацима пописа становништва 2013. године, у насељеном мјесту Зијемље укупно је пописано 187 лица.

## Географија
Налази се у Подвележју. Од Невесиња је удаљено око 30 километара. Насеље се састоји од Горњих и Доњих Зијемаља. У Горњим је смјештено крашко поље (Ханско).

## Култура
У насељу се налази храм Српске православне цркве посвећен Светих четрдесет мученика. На зиду цркве се налази спомен-плоча са именима 122 Срба из Горњих и Доњих Зијемаља који су погинули током Првог и Другог свјетског рата. Поред цркве се налази спомен-костурница 350 бораца Војске Републике Српске и цивила избјеглих са простора долине Неретве који су страдали током распада Југославије. На споменику је поред грба Републике Српске и имена жртава уклесан натпис:
У породици се рађа, ствара и ради, за завичај се радује и пати, за отаџбину се жртвује и гине, ти нам то створи оче брате и сине. Немој сунце про Вележи заћи, што их нећеш пољупцем дотаћи.

## Историја
Општина Српски Мостар (сада Источни Мостар) је настала 1992. године из дијела југословенске општине Мостар, који је ушао у састав Републике Српске.

## Саобраћај
Повезано је путем са Невесињем.

## Становништво
Становници се називају Зијемаљци.
|             | 2013.        | 1991.        | 1981.         | 1971.         |
| Укупно      | 187 (100,0%) | 153 (100,0%) | 358 (100,0%)  | 725 (100,0%)  |
| Срби        | 166 (88,77%) | 95 (62,09%)  | 219 (61,17%)  | 469 (64,69%)  |
| Бошњаци     | 18 (9,626%)  | 57 (37,25%)1 | 137 (38,27%)1 | 253 (34,90%)1 |
| Непознато   | 2 (1,070%)   | –            | –             | –             |
| Хрвати      | 1 (0,535%)   | –            | –             | 3 (0,414%)    |
| Југословени | –            | 1 (0,654%)   | 2 (0,559%)    | –             |

1. 1 На пописима од 1971. до 1991. Бошњаци су пописивани углавном као Муслимани.

## Презимена
- Антељ[2]
- Сјеран[2]
- Маврак[2]
- Вучић[2]
- Каришик[2]
- Рачић[2]
- Тришић[2]
- Мучибабић[2]
- Матковић[2]
- Чалија[2]
- Мрковић[2]
- Пејдо[2]